# Roßkampfsches Haus

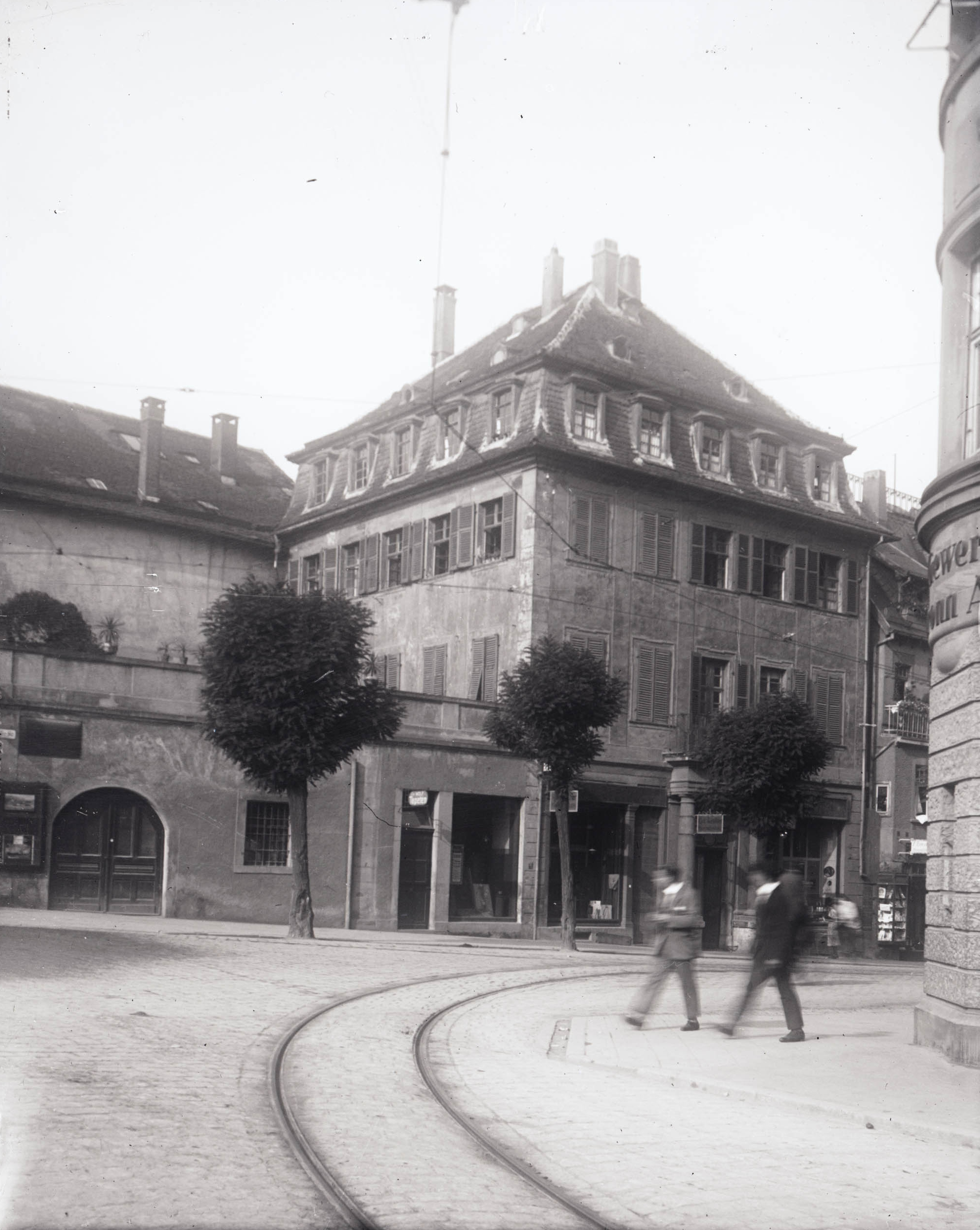
Das Roßkampfsche Haus

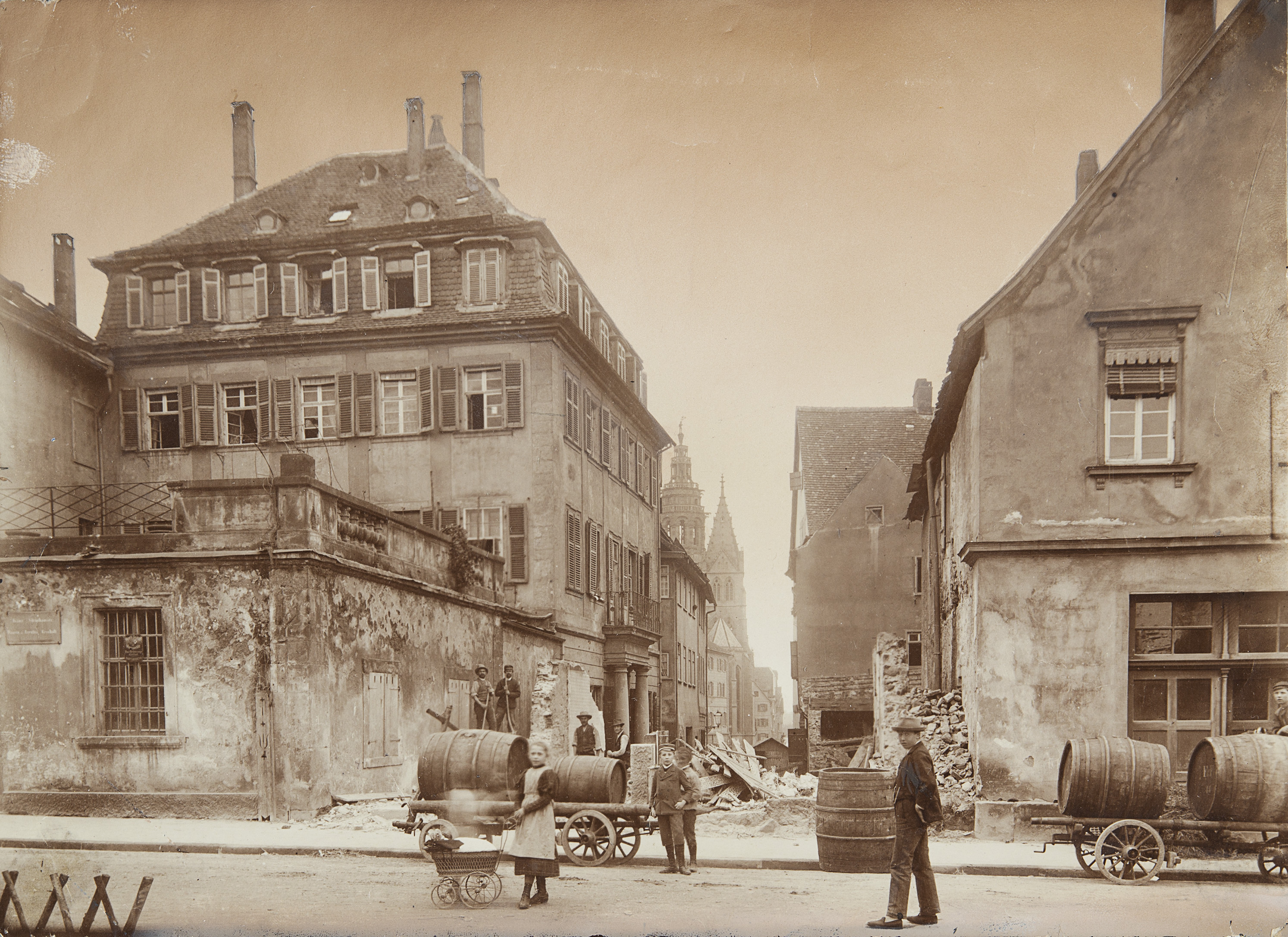
Das Roßkampfsche Haus beim Durchbruch der Kaiserstraße zur Allee 1897

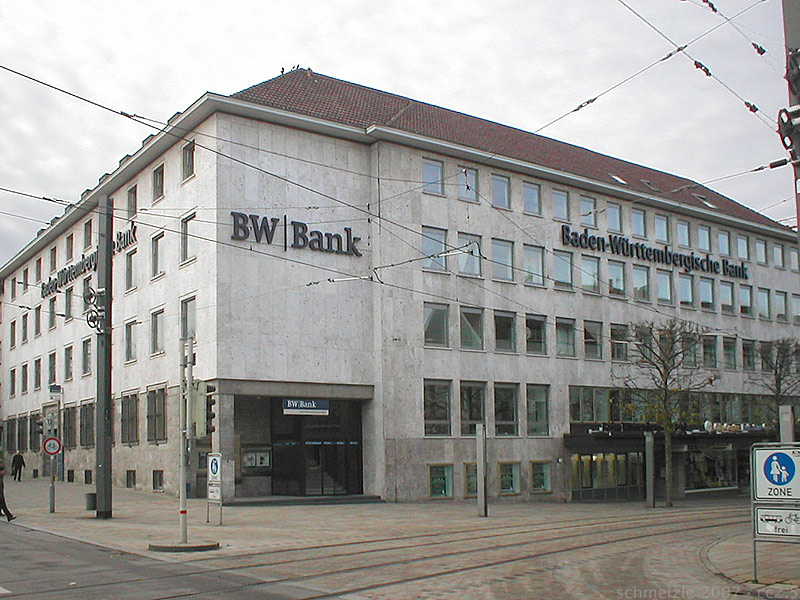
Die ehemalige Handels- und Gewerbebank an der Allee 11 an der Stelle des Roßkampfschen Hauses

Das sogenannte Roßkampfsche Haus, auch Roßkampf’sches Haus, war ein denkmalgeschütztes Haus in der Innenstadt von Heilbronn und bestand von 1790 bis 1944.

## Geschichte
Das Wohnhaus wurde für Georg Heinrich von Roßkampff auf einem Grundstück an der Präsenzgasse 16 – der heutigen Kaiserstraße 56 – vermutlich nach seinen eigenen Plänen von 1788 bis 1790 errichtet. 1918 wurde das Haus, jetzt als Hubersches Anwesen bezeichnet, zusammen mit den Nachbargebäuden Allee 11 und 13 sowie Klostergasse 15 von der Handels- und Gewerbebank Heilbronn erworben. Die auf der gegenüberliegenden Kaiserstraßenseite ansässige Bank plante auf diesem Areal einen großzügigen Neubau, der wegen der Wohnungszwangswirtschaft nach dem Ersten Weltkrieg nicht zustande kam.
Das seit 1927 unter Denkmalschutz stehende Gebäude wurde – neben vielen anderen – bei einem schweren Luftangriff am Abend des 4. Dezember 1944 zerstört. Die Ruine wurde nach Kriegsende abgebrochen und zunächst durch Notbauten ersetzt. In der Nachkriegszeit richtete dort Paula Hoyler, geb. Bantel, ein Uhrmachergeschäft ein. Sie führte damit das 1872 von ihrem Großvater Gustav Bantel gegründete Geschäft fort. Bantel war ab 1886 Stadtuhrmacher gewesen und hatte sich um alle städtischen Uhren zu kümmern, um 1896 hatte er auch die Rathaus-Kunstuhr umgearbeitet und bis 1926 alle Turmuhren der Stadt von Hand aufgezogen.
Die Reste des terrassenartigen Anbaus des Gebäudes, er trug die Hausnummer 56b und zeitweise auch 58, wurden im Januar 1952 abgebrochen. Heute befindet sich an der Stelle des Anwesens ein um 1953 nach Entwürfen von Julius Hoffmann erbauter viergeschossiger Neubau der Handels- und Gewerbebank (heute Baden-Württembergische Bank) aus Fränkischem Muschelkalk.

## Architektur
Laut der Beschreibung von Helmut Schmolz war es ein „Bürgerbarockhaus mit klassizistischen Elementen“. Es war ein dreigeschossiges, fast quadratisches Gebäude aus Bruchsteingemäuer mit einem ausgebauten Mansarddach. Die sichtbaren Nord- und Ostfassaden wurden durch flache Putzlisenen fünfachsig gegliedert. An den Ecken befanden sich glatte Sandsteinlisenen, die durch das Kranzgesims verkröpft waren. Das Erdgeschoss war ursprünglich rustiziert. Der Eingang zeigte einen Portikus bestehend aus freistehenden toskanischen Säulen. Diese trugen ein einfaches Gebälk mit darauf befindlichem Balkon.
Im Inneren wies das Gebäude ein Treppenhaus mit dreiarmiger Treppe mit 1,5 m breitem Lauf auf. Im unteren Teil bestand die Treppe aus Stein, während sie in den oberen Etagen aus Eichenholz bestand. Sie wurde von einem schmiedeeisernen Geländer geschmückt. Im oberen Abschluss des Treppenhauses befand sich eine Flachdecke, in deren Mitte ein großes Ölgemälde mit geschweiftem Holzrahmen zu sehen war. Der Parkettbogen im Haus bestand aus quadratischen Tafeln aus Tannenholz zwischen Riemen aus Buchenholz.